# Atlantique (tỉnh)
Atlantique là một tỉnh của Bénin.

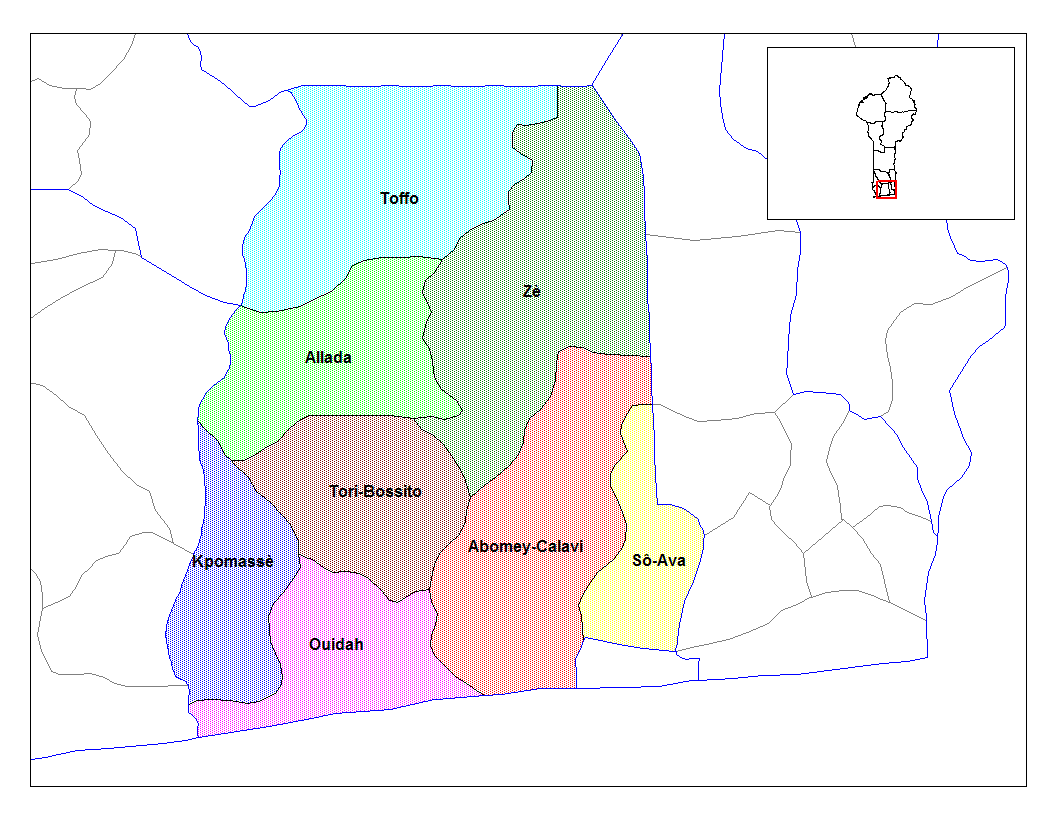
Các xã của Atlantique

Atlantique được chia thành các xã (thị trấn): Abomey-Calavi, Allada, Kpomassè, Ouidah, Sô-Ava, Toffo, Tori-Bossito, và Zè.
Năm 1999, tỉnh Littoral đã được tách ra từ tỉnh Atlantique.